# Umut Meraş
Cengiz Umut Meraş (* 20. Dezember 1995 in Istanbul) ist ein türkischer Fußballspieler.

## Karriere

### Verein
Meraş spielte für die Nachwuchsabteilungen der Istanbuler Vereine Şehremini SK, Sarıyer SK und Yeşilköy SK. Bei letzterem wurde er von den Talentsichtern Boluspors entdeckt und in deren Nachwuchsabteilung transferiert.
Im März 2014 erhielt er hier zwar einen Profivertrag, verbrachte die Saison 2014/15 aber ausschließlich bei den Nachwuchsmannschaften Boluspors. Zur Saison 2014/15 rückte er in die Profimannschaft auf und gab in der Zweitligapartie vom 19. Oktober 2014 gegen Altınordu İzmir sein Profidebüt.
In der Saison 2018/19 wechselte Meraş zu Bursaspor. Seit der Saison 2019/2020 spielte er in Frankreich für den Zweitligisten Le Havre AC, bevor er im Sommer 2021 zu Beşiktaş Istanbul wechselte.

### Nationalmannschaft
Nachdem Meraş bei Bursaspor zum Stammspieler aufgestiegen war und über einen längeren Zeitraum überzeugt hatte, wurde er im Rahmen zweier A-Länderspiele zum ersten Mal in seiner Karriere im Mai 2019 vom Nationaltrainer Şenol Güneş in das Aufgebot der türkischen Nationalmannschaft nominiert. In der Testpartie vom 30. Mai 2019 gegen Griechenland gab er sein Länderspieldebüt.
Umut Meraş nahm mit der Türkei an der Fußball-Europameisterschaft 2021 teil, die Mannschaft schied aber nach drei Niederlagen bereits in der Vorrunde aus.